# Tarassóvskaia
Tarassóvskaia (en rus: Тарасовская) és un poble de la República de Komi, a Rússia, segons el cens del 2010 tenia 111 habitants.